# Pygocryptus rufofacialis
Pygocryptus rufofacialis är en stekelart som först beskrevs av Otto Schmiedeknecht 1933.  Pygocryptus rufofacialis ingår i släktet Pygocryptus och familjen brokparasitsteklar. Arten är reproducerande i Sverige. Inga underarter finns listade i Catalogue of Life.